# Меленчук, Владимир Николаевич
Владимир Николаевич Меленчук (бел. Уладзімір Мікалаевіч Мелянчук; род. 16 января 1953, Новосибирск) — советский и белорусский хоккеист, нападающий. Заслуженный мастер спорта Республики Беларусь.

## Биография
Воспитанник новосибирской «Сибири». Выступал за команды СКА Новосибирск (1971/72 — 1972/73), «Химик» Воскресенск (1973/74 — 1974/75),
«Сибирь» (1975/76 — 1978/79, 1981/82 — 1983/84), «Динамо» Минск (1979/80 — 1980/81, 1984/85 — 1986/87). В высшей лиге провёл пять сезонов (1973/74 — 1975/76, 1980/81, 1983/84).
Играющий тренер (1988/89 — 1989/90), тренер (1990/91) команды «Прогресс-ШВСМ» Гродно. В Польше играл за «Товимор» Торунь (1990/91), был играющим тренером (1991/92 — 1992/93), главным тренером (1993/94) команды СТС, играющим тренером команды БТХ.
Главный тренер команд «Полимир» Новополоцк (1995/96 — 1998/99, 2000/01 — 2001/02),
«Динамо» Минск (2003/04), «Юниор» Минск (2006/07 — 2012/13, 2015/16). Тренер команд «Юность-Минск» (2013), «Юниор» Минск (2013/14). Чемпион Беларуси среди юниоров 2012.
Главный тренер (1996/97 — 2002/03), тренер (2017/18) молодёжной сборной Беларуси. Тренер сборной Беларуси (1997/98 — 2000/01).
Среди воспитанников Меленчука — Олег Хмыль, Вадим Бекбулатов, 
Олег Романов, Сергей Шитковский.
Главный тренер команды президента Беларуси.
Обладатель белорусского приза «За преданность хоккею».